# Fernandocrambus stilatus
Fernandocrambus stilatus là một loài bướm đêm trong họ Crambidae.